# دينغ هوا
دينغ هوا (بالصينية: 邓华) هو عسكري وسياسي صيني، ولد في 1910 في خونان في الصين، وتوفي في 1980 في شانغهاي في الصين. نشط حزبياً في الحزب الشيوعي الصيني. وقد انتخب عضو مجلس الشعب الصيني ‏ خلال فترته النيابية ‏ وانتخب عضو في اللجنة الوطنية لجمهورية الصين الشعبية خلال فترته النيابية ‏.